# Sechszylindermotor

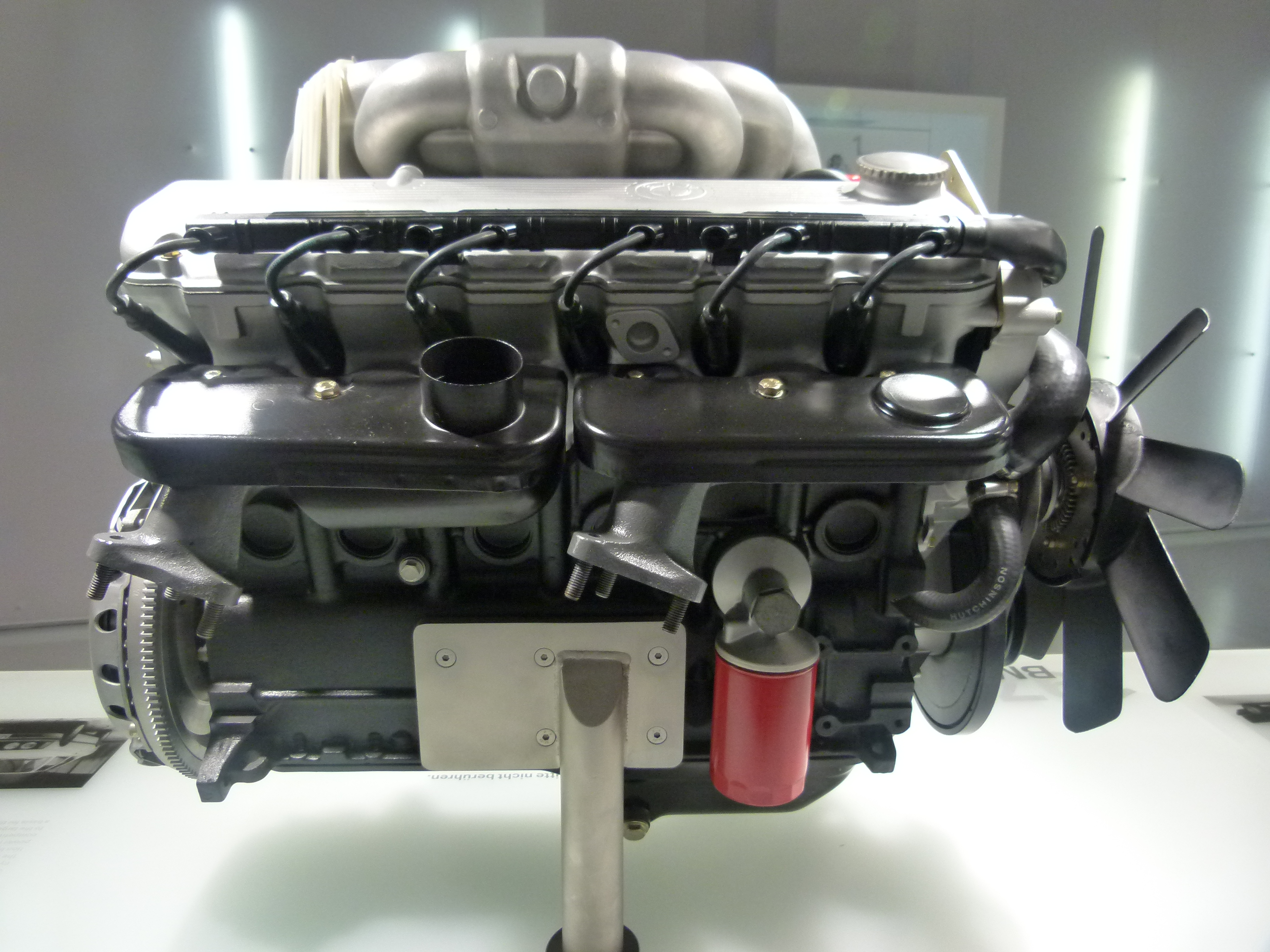
Wassergekühlter Sechszylinder-Reihenmotor (BMW M20)

Reihensechszylindermotor mit Zündreihenfolge 1-5-3-6-2-4

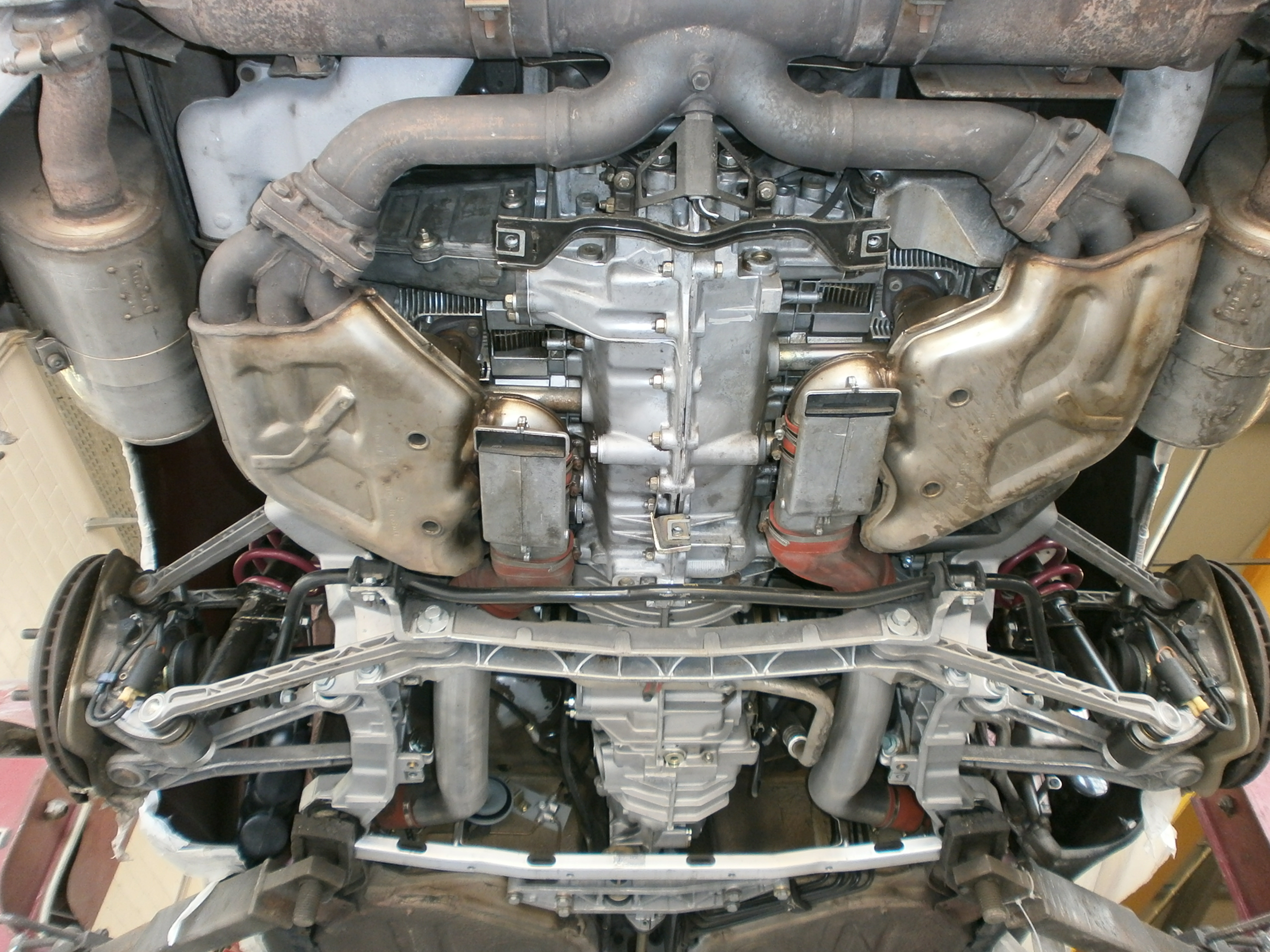
Luftgekühlter Sechszylinder-Boxermotor eines Porsche 993 (Porsche 911), Ansicht von unten

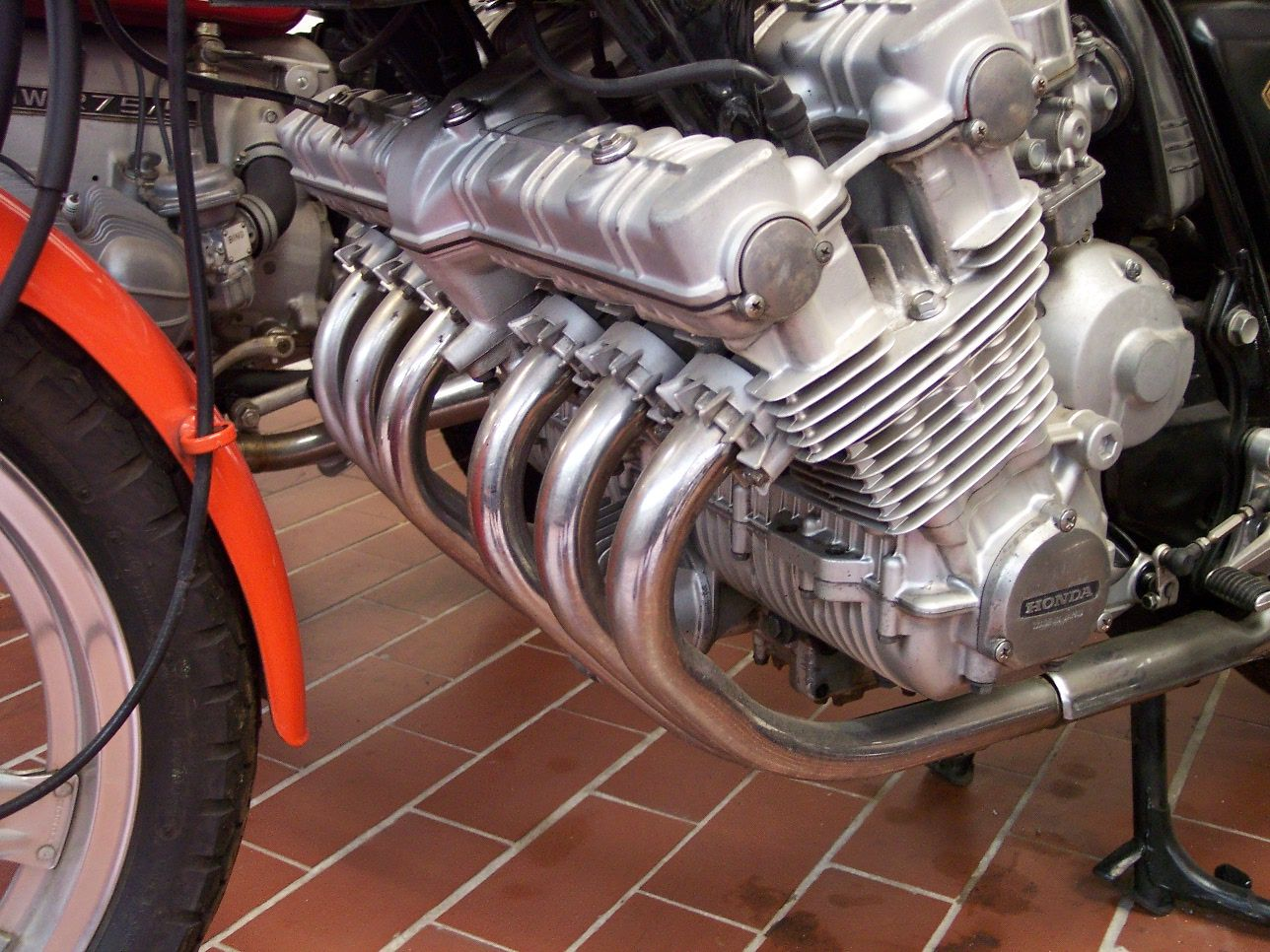
Luftgekühlter Sechszylinder-Reihenmotor (Honda CBX)

Der Sechszylindermotor ist eine Bauart von Hubkolben-Motoren, besonders von Verbrennungsmotoren.

## Beschreibung

### Bauarten
Ein Sechszylinder kann nach dem Otto- oder Dieselverfahren arbeiten und als Reihen-, Boxer-, VR- oder V-Motor ausgeführt sein. Da sie kürzer als Reihenmotoren und nicht so breit wie Boxermotoren sind, wird die Ausführung als V-Motor bevorzugt.

### Anwendungen
Sechszylinder-Motoren sind am häufigsten in PKW, Traktoren und Lastkraftwagen eingesetzt, in seltenen Fällen auch bei Motorrädern. Im PKW-Bau weisen sie meist einen Hubraum von 2,0 bis 3,5 Litern auf und werden in Fahrzeugmodellen der gehobenen Preisklassen verwendet. Sie dienen aber auch als Antrieb von Schienenfahrzeugen, leichten Flugzeugen (Boxermotoren US-amerikanischer Hersteller wie Lycoming und Continental), Schiffen (als Reihenmotor), Generatoren zur Stromerzeugung sowie für weitere Anwendungen.

### Laufruhe
Sechszylinder-Reihen- und -Boxermotoren laufen besonders ruhig, da in ihnen die Massenkräfte und -momente erster und zweiter Ordnung ausgeglichen sind.
Sechszylinder-V-Motoren sind teils mit Ausgleichswellen beruhigt, oder sie haben sechs statt drei Hubzapfen; das heißt, die beiden Pleuel eines im „V“ gegenüberliegenden Kolbenpaars wirken nicht auf eine gemeinsame Kröpfung der Kurbelwelle, sondern auf zwei versetzte, in der Regel über eine Zwischenwange verbundene Hubzapfen. Dies kann allerdings die Steifigkeit der Kurbelwelle beeinträchtigen und bedeutet zusätzlichen Fertigungsaufwand. Vereinzelt gibt es auch „Flat Six“ genannte Motoren, die genauer als 180°-V-Motoren zu bezeichnen sind. Wegen der gleichläufigen Kolbenbewegungen jeder 180°-Paarung unterscheiden sie sich in der Laufruhe kaum von Dreizylindern.

## Weitere Verwendungen
Auch abseits von Verbrennungsmotoren gibt es Sechszylinder, etwa als Kolbenpumpen oder Kompressoren.